# جوایز لارنس الیویه
جایزه لارنس الیویه (انگلیسی: Laurence Olivier Award) که با نام «جایزه الیویه» هم شناخته می‌شود، جایزه‌ای است که همه ساله، توسط «انجمن تئاتر لندن» به برترین‌های تئاتر لندن اهدا می‌شود.
این جایزه در سال ۱۹۷۶ بنیان نهاده شد و در آغاز «جایزهٔ تئاتر انجمن وست اِند» بود اما در سال ۱۹۸۴ میلادی، به افتخار لارنس الیویه نامش تغییر کرد.
این جایزه، برترین افتخارِ تئاتری بریتانیاست و معادلِ «جایزه تونی» در تئاتر برادوی ایالات متحده آمریکا و «جایزه مولیر» در فرانسه است.